# The Haçienda
The Haçienda, ufficialmente Fac 51 Haçienda, era un nightclub di Manchester noto per aver ospitato numerosi concerti.
Divenne famoso durante gli anni di maggiore vivacità del movimento Madchester, dalla fine degli anni ottanta ai primi anni novanta. Negli anni '90 la rivista Newsweek lo definì il club più famoso del mondo.
L'Haçienda fu inaugurato nel 1982 e malgrado una serie di problemi finanziari rimase aperto fino al luglio 1997. In questo arco di tempo visse principalmente sui finanziamenti garantiti dalla etichetta discografica indipendente Factory Records e dalle vendite dei New Order, band locale. Fu uno dei locali simbolo del successo della musica acid house e rave.
All'Haçienda debuttarono diversi artisti (fra i cui nomi spiccano Laurent Garnier e i Chemical Brothers) e si esibirono anche diversi nomi affermati della scena musicale (uno fra tutti, i Pet Shop Boys).
Sulla storia del club è incentrato il film di Michael Winterbottom 24 Hour Party People (2002), in cui Steve Coogan interpreta il ruolo di Tony Wilson, capo della Factory, e John Simm il ruolo di Bernard Sumner dei New Order.